# Peckia dominicana
Peckia dominicana är en tvåvingeart som beskrevs av Guilherme A.M.Lopes 1982. Peckia dominicana ingår i släktet Peckia och familjen köttflugor.
Artens utbredningsområde är Dominikanska republiken. Inga underarter finns listade i Catalogue of Life.